# Tötung von Giulia Cecchettin
Die Tötung von Giulia Cecchettin war ein am 11. November 2023 in Fossò in Italien durch den Ex-Freund von Giulia Cecchettin begangener Femizid, der eine von den Medien verfolgte landesweite und internationale Fahndung auslöste. Die Straftat sorgte landesweit sowie international für Empörung. In ganz Italien kam es in der Folge zu Demonstrationen, auf denen gegen Gewalt gegen Frauen protestiert wurde.

## Die Tat
Die 22-jährige Giulia Cecchettin aus Vigonovo war eine Studentin der Medizintechnik an der Universität Padua. Seit etwa 2021 war sie mit Filippo Turetta, einem Kommilitonen aus Torreglia, liiert. Im Sommer 2023 trennte sich das Paar; Filippo sei der jungen Frau, die kurz vor ihren Abschlussprüfungen stand, zu besitzergreifend geworden. Nach Erkenntnissen der Polizei waren die beiden am 11. November 2023 in einem Einkaufszentrum zu einem Gespräch verabredet. Zeugen berichteten später, sie hätten einen Streit beobachtet. Anschließend waren die beiden unauffindbar und wurden als vermisst gemeldet.  Polizei und Feuerwehr begannen eine umfangreiche Suchaktion in Kanälen, Flüssen und Seen in den Regionen Venetien und Friaul-Julisch Venetien. Es wurde nicht ausgeschlossen, dass das Paar, das mutmaßlich in einem schwarzen Fiat Punto unterwegs war, einen Unfall hatte, etwa einen Sturz mit dem Auto in den Lago di Barcis. Die anstehende Abschlussdiskussion zur Erreichung der Laurea von Cecchettin an der Uni Padua ruhte zwischenzeitlich.
Am 18. November wurde die Leiche von Giulia Cecchettin in einer Schlucht in der Gegend zwischen dem Lago di Barcis und Piancavallo in der Region Friaul-Julisch Venetien entdeckt; der Körper war 50 Meter in die Tiefe gestürzt. Er wies über 20 Stichwunden auf, an denen das Opfer verblutet war; nach Abschluss der Ermittlungen im Mai 2024 war gar von 75 Stichen die Rede. Mutmaßlich wurde Cecchettin von ihrem Ex-Freund in einem Industriegebiet in Fossò getötet. Am 11. November soll sie dort gegen 23:15 Uhr Zeugenberichten zufolge um Hilfe geschrien haben; es soll von Passanten ein Notruf abgesetzt worden sein, auf den die Polizei aber nicht reagiert habe. Auf einem später gesichteten Überwachungsvideo war zu sehen, wie Filippo Turetta seine Ex-Freundin zuerst im Auto und dann auf dem Parkplatz schlug, bis sie blutend zu Boden ging. Auf dem Parkplatz wurde ein etwa 21 Zentimeter langes Küchenmesser, die mutmaßliche Tatwaffe, sichergestellt. Nach der Sichtung des Videos wurde ein internationaler Haftbefehl gegen Filippo Turetta wegen Mordes erwirkt.
Wenige Stunden nach Auffinden des Körpers von Giulia Cecchettin wurde der flüchtige Filippo Turetta in Deutschland in der Nähe von Leipzig festgenommen. Laut ersten Angaben wurde er in seinem Auto auf der Autobahn A 9 bei Bad Dürrenberg aufgegriffen, nachdem ihm Benzin und Geld ausgegangen waren. Am 25. November 2023 wurde er nach Italien ausgeliefert. Er habe die Tat gestanden und vor der Staatsanwaltschaft ausgesagt, dass er etwas Schreckliches getan habe, aber dass Giulia niemand anderem hätte gehören können. Es gibt Hinweise darauf, dass Turetta die Tat geplant haben könnte. So wurden neben dem Messer weiterhin Klebeband und schwarze Plastiksäcke sowie 300 Euro Bargeld bei ihm aufgefunden.

## Trauergottesdienst

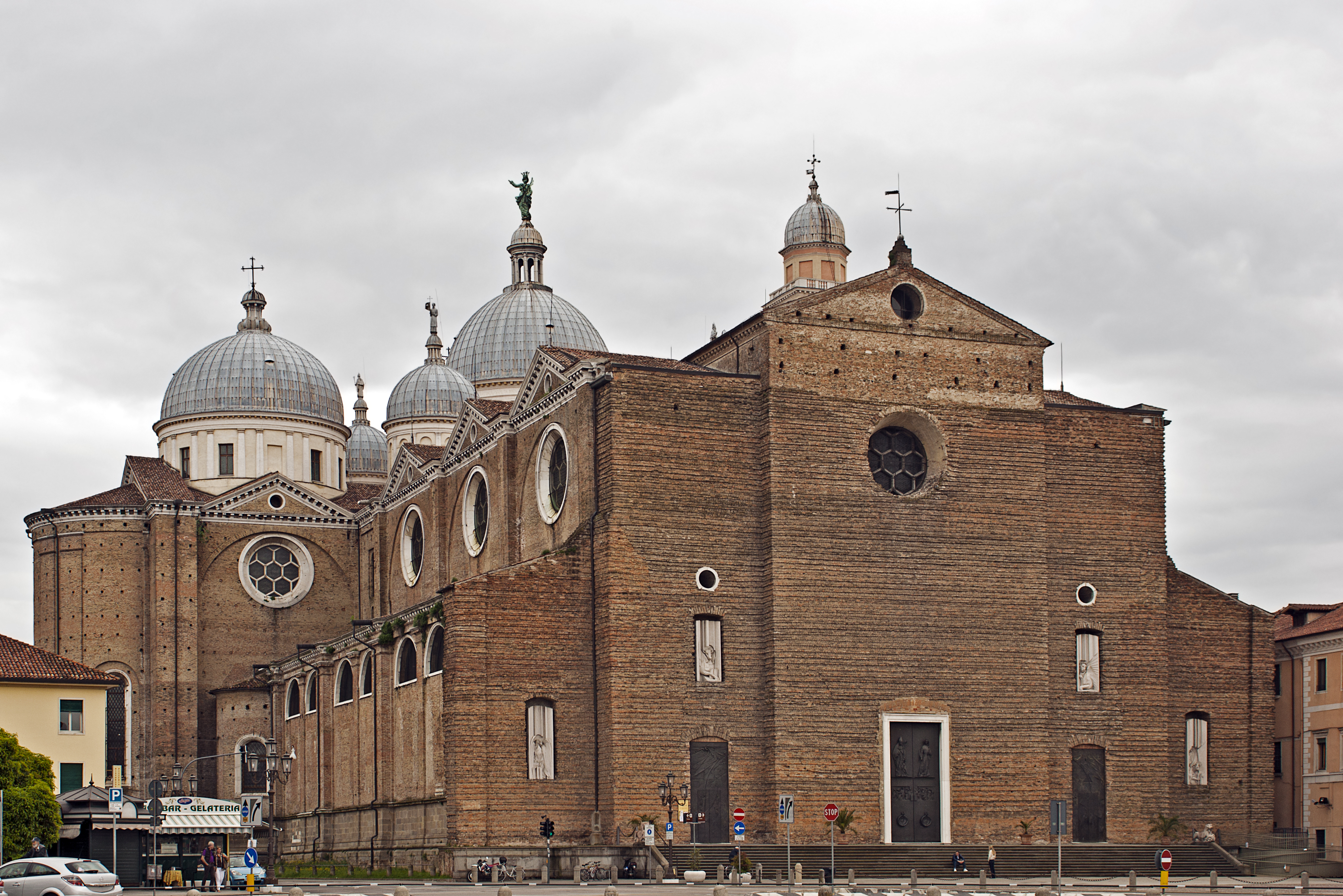
In der Basilika Santa Giustina in Padua fand der Trauergottesdienst für Giulia Cecchettin statt

Am 5. Dezember 2023 fand ein Abschiedsgottesdienst für Giulia Cecchettin in der Basilika Santa Giustina in Padua statt, zu dem rund 10.000 Trauergäste kamen, von denen 1200 Platz in der Kirche fanden. Die Feier wurde daher auf Großleinwände nach außen sowie zudem auf den Fernsehkanälen Rai 1 und Canale 5 übertragen. Die Straßen im Zentrum von Padua mussten wegen des Ansturms zur Trauerfeier gesperrt werden. Mehrere hochrangige Amtsträger hatten Kränze gespendet, darunter auch Staatspräsident Sergio Mattarella. Der Vater von Giulia Cecchettin, Gino, mahnte in seiner Trauerrede, dass sich die Männer in Italien ändern müssten. Giulias Schwester Elena Cecchettin forderte dazu auf, auf das systemische Problem der Unterdrückung von Frauen zu schauen statt auf Giulias Ex-Freund Filippo Turreta. „Filippo ist kein Monster“, sagte sie im Fernsehen, „er ist Kind des alles durchdringenden Patriarchats und einer Kultur der Vergewaltigung.“
Der Leichnam von Giulia Cecchettin wurde am selben Tag in Saonara neben dem ihrer im Oktober 2022 verstorbenen Mutter Monica bestattet.

## Proteste und Gedenken
Laut dem italienischen Innenministerium sind im Jahr 2023 bis Anfang Dezember 102 Morde an Frauen begangen worden; das entspricht einem Drittel aller registrierten Morde in Italien. Am Tag gegen Gewalt an Frauen, dem 25. November, wurde in Italien und international demonstriert. In Südtirol riefen Organisationen und Institutionen dazu auf, um 12 Uhr eine zweiminütige Schweigeminute abzuhalten. Zahlreiche Menschen versammelten sich in verschiedensten Städten Italiens zu Protestaktionen. Allein in Rom sollen 500.000 Menschen zusammengekommen sein. Studierende veranstalteten eine „Minute des Lärms“ anstelle einer Schweigeminute, indem sie etwa mit ihren Schlüsselbunden klapperten. Die Universität Padua entschied Giulia Cecchettin posthum die Laurea in Medizintechnik zu verleihen, zu deren Abschlussdiskussion sie nicht mehr erschienen war. Zur Erinnerung an ihre Studentin stellte die Uni zudem eine rote Bank auf. Der Vater von Filippo Turetta nahm im November an einer Mahnwache für Giulia Cecchettin teil; ein Onkel der jungen Frau erklärte, beide Familien seien im Schmerz vereint.
Im März 2024 publizierte der Vater Gino Cecchettin das Buch Cara Giulia. Quello che ho imparato da mia figlia  (Liebe Giulia. Was ich von meiner Tochter gelernt habe), das er gemeinsam mit dem Autor Marco Franzoso verfasst hatte. Im Januar 2025 gründete der Vater die Fondazione Giulia Cecchettin in Zusammenarbeit mit dem italienischen Bildungsministerium. Ziele der Stiftung sind „Erziehung zum Respekt: Gemeinsame Aktionen zur Verhinderung aller Formen von Gewalt gegen Frauen durch Bekämpfung von Stereotypen und geschlechtsspezifischer Diskriminierung“.

## Juristische Folgen
Im Mai 2024 schloss die Staatsanwaltschaft die Ermittlungen in diesem Fall mit dem Fazit, die Tat sei als vorsätzlicher Mord zu bewerten, wegen der offensichtlichen Planung des Verbrechens sowie der besonderen Grausamkeit. Dafür sprächen die vielen Stichverletzungen, von denen viele das Gesicht von Giulia Cecchettin getroffen hätten. Vor dem Mord sei das Opfer mit wiederholten Tritten misshandelt worden.
Am 3. Dezember 2024 wurde Filippo Turetta zu einer lebenslangen Freiheitsstrafe verurteilt.
Anlässlich des Internationalen Frauentags 2025 brachte die italienische Regierung eines Gesetzesentwurf ein, wonach „Femizid“ ein eigener Straftatbestand sein soll.